# 蒂耶河
蒂耶河（法語：Tille，法語發音：[tij]）是法國的河流，位於該國東部，屬於索恩河的右支流，河道全長83公里，發源自屈塞莱福尔日附近，流經蒂勒沙泰勒、蒂耶河畔阿尔克和让利斯，河口處在莱马伊。

## 外部連結
- http://www.geoportail.fr （页面存档备份，存于）
- The Tille at the Sandre database